# 921 Jovita
921 Jovita је астероид главног астероидног појаса. Приближан пречник астероида је 58,48 , 
а средња удаљеност астероида од Сунца износи 3,181 астрономских јединица (АЈ). 
Инклинација (нагиб) орбите у односу на раван еклиптике је 16,294 степени, а орбитални период износи 2072,617 дана (5,674 година). Ексцентрицитет орбите астероида износи 0,177. 
Апсолутна магнитуда астероида износи 10,60 а геометријски албедо 0,029.
Астероид је откривен 4. септембра 1919. године.